# Crescenzio da Jesi

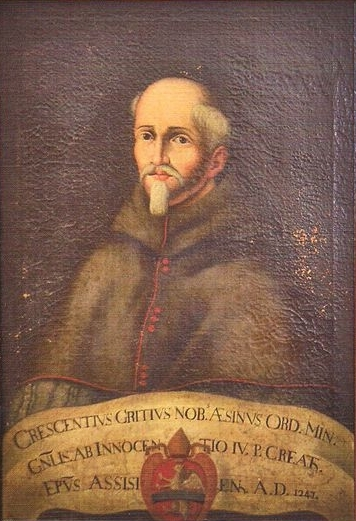
Crescenzio da Jesi, 17. Jahrhundert

Crescenzio da Jesi, auch Crescentius von Jesi oder Crescentius Griz(z)i (* vor 1207; † 1263), war ein franziskanischer Generalminister.

## Leben
Crescentius wurde vor dem Jahr 1207 geboren, wie aus dem Testament seines Vaters Cencius Roizi de Crescentio hervorgeht. Die de Crescentio (Crescentiner) waren eine römische Adelsfamilie, die im 10. Jahrhundert bereits hohen Einfluss auf den Papst ausübte.
Zunächst zum Juristen und Arzt ausgebildet, wurde Crescentius dann Provinzial der Mark Ancona. Als solcher bekämpfte er bereits einige „Eiferer“ im Orden.
In der Zeit, in der Crescentius lebte, gab es noch Zeitgenossen des heiligen Franz von Assisi im Franziskanerorden. Diese konnten die von Thomas von Celano verfasste Vita des Franz von Assisi für sich selbstständig ergänzen, die Mehrheit im Franziskanerorden aber kannten ihn nicht persönlich. Für sie war der Inhalt dieser Vita nicht ausreichend.
Am 4. Oktober 1244 forderte deshalb Crescentius auf dem Generalkapitel in Genua alle Brüder, die sichere Kenntnis von Franziskus’ Leben, von Zeichen oder Wundern hatten, dazu auf, diese in schriftlicher Form zu berichten. Die Quellenlage zu diesen Einsendungen ist spärlich, aber vorhanden, darunter bedeutend die Dreigefährtenlegende.
Die auf diesen Aufruf reagierenden Zeugen sind namentlich so gut wie sicher bekannt, durch die späte Rekonstruktion der Schriften im 19. Jahrhundert die Authentizität und Datierung der Inhalte aber diskussionswürdig. Die Sehnsucht nach der brüderlichen Zeit mit Franziskus sei aber unbestritten, wenn auch ebenfalls nicht datierbar.
Papst Innozenz IV. erließ im Jahr 1245 die Bulle Ordinem vestrum, mit der er die Armut im Orden erschwerte und die Annahme von Schenkungen erleichterte. Crescentius handelte als Generalminister im Einklang mit dieser Bestimmung. Er ließ siebzig Brüder aus dem Orden ausschließen, die durch ein zu hohes Armutsideal die Integration des Ordens in Städten gefährdeten bzw. den Orden und seine Institutionen geringgeschätzt hätten.
Die eingesandten Zeugnisse von Franziskus’ Leben gaben den zelanti („Eiferern“) aber Recht in ihrem absoluten Streben nach Armut. Diesen schriftlich fixierten „Beifall“ versuchte Crescentius zu mindern, indem er eine eigene Vita über Franz von Assisi schrieb. Wohl aus gesundheitlichen Gründen dazu nicht in der Lage, beauftragte er den im Lateinischen sehr begabten Thomas von Celano mit einer weiteren, zweiten Vita über Franz. Auch wurde er wohl wegen seiner eher bescheidenen Darstellungsweise über Franziskus, wie auch bei seiner ersten vom Papst beauftragten Vita, dazu berufen.
Crescentius schützte also, im Sinne einer möglichst produktiven Ordenspolitik hinsichtlich der franziskanischen Tradition, eher die Deutungshoheit des Ordens über Franz von Assisi, als die Darstellung des Heiligen selbst.
Seine rigide Vorgehensweise, auch im Zusammenhang mit dem Ausschluss einiger Brüder aus dem Orden, leistete wohl einen Beitrag dazu, dass er auf dem Generalkapitel in Lyon 1247 als Generalminister abgesetzt wurde. Grund mögen aber auch seine fehlende Teilnahme am selben Generalkapitel und am vorherigen Lyoner Konzil im Jahr 1245 gewesen sein.
Zwischen 1247 und 1250 war Crescentius Bischof von Assisi, am 29. April 1252 ernannte Papst Innozenz Crescentius zum Bischof von Jesi.